# Malév Express
A Malév Express (röviden: MAx) magyar légitársaság, a Malév rövid életű  leányvállalata volt, amelyet 2002-ben alapítottak. A céget regionális légijáratok üzemeltetésének céljából hozták létre. A légitársaság a Magyarországgal határos, vagy ahhoz közeli országokba, illetve a Balkán-félsziget néhány államába repült, 6 darab Bombardier CRJ200 típusú, 50 férőhelyes jet repülőgéppel.

## Története
A Malév Expresst az anyacég új, térségi vezető szerep elérését célzó stratégiája miatt hozta létre. A terveik szerint hosszabb távon járatai a régió kisebb forgalmat adó városait kötötték volna össze Budapesttel, amitől azt remélték, hogy a magyar fővárosból népszerű célpontokra közlekedő Malév gépeinek utasforgalma is emelkedik. A hosszútávú tervekben szerepelt az, hogy ha a jövőben megnőne a MAx utasforgalma, akkor Fokker 70-es gépeket is lízingelnének a CRJ-k mellé.
A kanadai Bombardier Inc. által gyártott repülőkből az eredeti tervek szerint további négy darabot terveztek beszerezni, de végül csak kettőre került sor. A vállalat az induláskor napi rendszerességgel indított járatokat Stuttgartba, Düsseldorfba, Prágába és Szkopjéba, majd szeptember 16-tól Velencébe, Odesszába, Temesvárra, és Bolognába is. A céget a Malév hárommilliós alaptőkével hívta életre. Habár a társaság eleinte nyereségesnek látszott (a prágai és szkopjei járatokon már az első napokban is 90 százalék közeli volt a kihasználtság), nem sokkal később veszteséges lett, mivel az utasforgalom mégsem volt elegendő egy ilyen leányvállalat hosszútávú fenntartásához, illetve a repülőgépek üzemeltetése is drágább volt a vártnál. Egyes vélemények szerint a kis raktér miatt rendszeresen gondok adódtak a poggyászok elhelyezésével.
A Malév 2005. május 1-én megszüntette az Express-t, a flottáját pedig integrálta, és egészen 2007-ig üzemeltette őket, amikor is leépítette és eladta azokat. Az utolsó Malév Express repülőgép a HA-LNA lajstromjelű CRJ, 2017-ben hagyta el végleg a Liszt Ferenc nemzetközi repülőteret.
Amikor 2011-ben maga a Malév is csődközeli helyzetben találta magát, felmerült az ötlet, miszerint újra létrejöhetne a Malév Express, mint a Malév jogutódja, de ez csak elképzelés maradt, és a Malév 2012-ben csődbe ment.

## Úti célok
| Város      | Ország          | Repülőtér                           |
| ---------- | --------------- | ----------------------------------- |
| Bologna    | Olaszország     | Bologna Guglielmo Marconi repülőtér |
| Budapest   | Magyarország    | Budapest Nemzetközi Repülőtér       |
| Koppenhága | Dánia           | Koppenhágai repülőtér               |
| Düsseldorf | Németország     | Düsseldorf repülőtér                |
| Genf       | Svájc           | Genf repülőtér                      |
| Hamburg    | Németország     | Hamburg repülőtér                   |
| Krakkó     | Lengyelország   | Krakkó repülőtér                    |
| Lyon       | Franciaország   | Lyon–Saint-Exupéry repülőtér        |
| Milánó     | Olaszország     | Milánó-Malpensai repülőtér          |
| München    | Németország     | München repülőtér                   |
| Nürnberg   | Németország     | Nürnberg repülőtér                  |
| Odessza    | Ukrajna         | Odesszai nemzetközi repülőtér       |
| Prága      | Csehország      | Prága-Václav Havel repülőtér        |
| Szkopje    | Észak-Macedónia | Szkopjei nemzetközi repülőtér       |
| Stuttgart  | Németország     | Stuttgart repülőtér                 |
| Temesvár   | Románia         | Temesvári nemzetközi repülőtér      |
| Velence    | Olaszország     | Marco Polo Nemzetközi Repülőtér     |
| Varsó      | Lengyelország   | Varsó-Chopin repülőtér              |
| Zürich     | Svájc           | Zürich repülőtér                    |